# Podocarpus latifolius
Podocarpus latifolius (tên thường gọi tiếng Anh: broad-leaved yellowwood hay real yellowwood, tiếng Afrikaans: Opregte-geelhout, tiếng Bắc Sotho: Mogôbagôba, tiếng Xhosa: Umcheya, tiếng Zulu: Umkhoba) là một loài thực vật thường xanh đạt độ cao tận 35 m, đường kinh thân 3 m, nằm trong họ Thông tre (Podocarpaceae) và là loài điển hình của chi Podocarpus.
P. latifolius là quốc thụ của Cộng hoà Nam Phi.